# Epione linearecedens
Epione linearecedens là một loài bướm đêm trong họ Geometridae.